# Рейтинг науковців України
Рейтинги науковців України — результати наукометричних вимірювань роботи науковців України. Відомо декілька таких рейтингів, що зазвичай засновані на індексі Гірша або кількості цитувань робіт конкретного вченого або групи вчених. Загалом ці рейтинги орієнтуються на дані баз Web of Science, Scopus та Google Scholar.

## Рейтинг за базою Scopus
Цей рейтинг ведеться за показниками світової наукометричної бази даних Scopus, яка станом на 2012 рік дозволяє врахувати 47.8 млн реферативних записів про публікації з 18.5 тис. найбільш інформативних журналів 5 тис. видавництв. В рейтинг занесено 100 вчених з найбільшими показниками цитування. Упорядкування в рейтингу проводиться за наукометричним показником, так званим h-індексом Гірша (h — кількість статей вченого, на кожну з яких є посилання в понад h публікаціях), а у випадку однакових h-індексів — за кількістю цитувань. При аналізі враховуються різні варіанти перекладу та транслітерації латиницею імен та прізвищ авторів публікацій. Враховані дані про місця роботи науковців, зазначені у публікаціях останнього року. До рейтингу включені тільки ті вчені, які протягом останнього року публікували статті, зазначаючи своє місце роботи в організаціях Україні.
Дані підраховуються з виключенням самоцитування всіх співавторів. Рейтинг оновлюється щомісяця.
Додатково ведуться роздільні рейтинги «Науковці України: Фізичні та технічні науки»  та «Науковці України: Медицина та науки про життя», що також складаються зі 100 вчених з найбільшими показниками цитування в зазначених науках.

## Рейтинг за Google Scholar
У 2013 році SciVerse Scopus і Web of Science опрацьовували менше 2% публікацій українських науковців, натомість Google Scholar мала більшу джерельну базу, географічне, галузеве та мовне покриття. Тому в SciVerse Scopus і Web of Science переважали науковці, які мали англомовні публікації у сфері фізики й мікробіології.